# 中昂格尔恩
中昂格尔恩（德語：Mittelangeln，發音：[ˈmɪtl̩ˌʔaŋln̩]）是德国石勒苏益格-荷尔斯泰因州石勒苏益格-弗伦斯堡县的市镇，面积44.96平方千米，2023年12月31日人口为5,447人。该市镇于2013年3月1日由市镇萨特鲁普、哈沃托夫特洛伊特和吕德合并而成，得名于昂格尔恩半岛。